# Racibor (książę obodrzycki)
Racibor (zm. 1043) – książę obodrzycki.

## Życiorys
Racibor doszedł do władzy po śmierci księcia Przybygniewa, prawdopodobnie wybrany przez wiec. Początkowo był jednym z trzech książąt obodrzyckich, pozostali to Anatrog (Onodróg) i Gneus (Gniewosz). Wszyscy trzej zostali wymienieni jako obecni na zjeździe w Hamburgu w roku 1036, gdzie zobowiązali się płacić trybut księciu Saksonii, Bernardowi. 
Racibor zjednoczył wszystkie plemiona pod władzą swoją i swoich ośmiu synów. Zginął w roku 1043 z rąk Duńczyków, szczegółowe okoliczności jego śmierci nie są znane. Jego synowie podjęli w następnym roku wyprawę przeciw Danii, lecz zostali pokonani i zabici przez króla duńskiego Magnusa I Dobrego, niedaleko Hedeby. O bitwie informuje nas zarówno dzieło Adama Bremeńskiego, jak również poezja skaldów. Bitwę tę identyfikuje się ze sławioną w wierszach bitwą nad rzeką Skotborg. 
Następstwem tej klęski był powrót na tron przedstawiciela starej dynastii - Gotszalka, wspieranego przez Danię i Saksonię.

### Opracowania
- A. Turasiewicz, Dzieje polityczne Obodrzyców, Kraków 2004.
- K. Wachowski, Słowiańszczyzna Zachodnia, Poznań 2000.